# (5773) 1989 NO
(5773) 1989 NO (1989 NO, 1985 FJ) — астероїд головного поясу, відкритий 2 липня 1989 року.
Тіссеранів параметр щодо Юпітера — 3,606.